# 伊甸之魂
《伊甸之魂》（英語：Soul of Eden）是一款由雷亞遊戲创作的即時PVP卡牌對戰手遊，亦可在電腦上下載，2020年8月26日登陆iOS及Android平台。結合戰略與技巧，遊戲模式包括鬥技場及遊樂場、1V1及2V2，遊戲四分鐘一局，散兵系統，可自由佈兵並拖曳隊形。玩家能自行編輯出戰卡組，共30張。